# خليل عثامنة
خليل عثامنة (1358 هـ / 1939م - 30 ربيع الآخر 1445 هـ / 14 نوفمبر 2023)، كاتب ومؤرخ ومترجم فلسطيني.

## حياته ودراسته
ولد خليل عثامنة في باقة الغربية سنة 1939م، تلقى تعليمه الابتدائي والإعدادي والثانوي فيها، حصل على البكالوريوس في التاريخ العام واللغة العربية وآدابها من جامعة تل أبيب عام 1972، وعلى الماجستير في اللغة العربية عن رسالته بعنوان "مصادر سيبويه في (الكتاب)"، من الجامعة العبرية في القدس عام 1976، وعلى الدكتوراه في الحضارة والتاريخ الإسلامي، عن أطروحته بعنوان "خلافة هشام بن عبد الملك"، وتحقيق مخطوطة: "أنساب الأشراف للبلاذري" من الجامعة العبرية في القدس عام 1981.

## مؤلفاته
| ت  | العنوان                                                                                                  | تاريخ النشر | مرجع  |
| -- | --- | ----------- | ----- |
| 1  | أحداث الـ 1936 - 1939: شغب أم ثورة                                                                       |             |       |
| 2  | الانتقالية السياسية في الوطن العربي                                                                      |             |       |
| 3  | التحول المدني وبذور الانتماء للدولة في المجتمع العربي الإسلامي بين القرنين السابع والحادي عشر الميلاديين |             |       |
| 4  | القدس والإسلام: دراسة في قداستها من المنظور الإسلامي                                                     |             |       |
| 5  | أنساب الاشراف: القسم الثاني من الجزء السادس                                                              |             |       |
| 6  | حروب الإفرنج وتأثيرها على فلسطين                                                                         |             |       |
| 7  | دراسات في تاريخ صدر الإسلام: الأبعاد الاجتماعية والسياسية والدينية في المجتمع الأسلامي في العصور الوسطى  |             |       |
| 8  | دراسات مختارة من حقول التراث العربي الإسلامي                                                             |             |       |
| 9  | فلسطين في العهدين الأيوبي والمملوكي: (1187-1516)                                                         | 2006        | [ 5 ] |
| 10 | فلسطين في خمسة قرون: من الفتح الإسلامي حتى الغزو الفرنجي، (634-1099)                                     | 2000        | [ 6 ] |
| 11 | مادة التاريخ                                                                                             |             |       |
| 12 | أهل الكهف: قراءة في مخطوطات البحر الميت                                                                  | 2000        | [ 7 ] |
| 13 | المعجب في تلخيص أخبار المغرب                                                                             | 2006        | [ 8 ] |